# Le Pailly (Gex)
Pour l’article homonyme, voir Le Pailly.
Le Pailly est un site naturel inscrit situé en-dessous du col de la Faucille sur le versant sud-est des monts Jura sur le territoire de la commune de Gex dans l'Ain. 

## Description

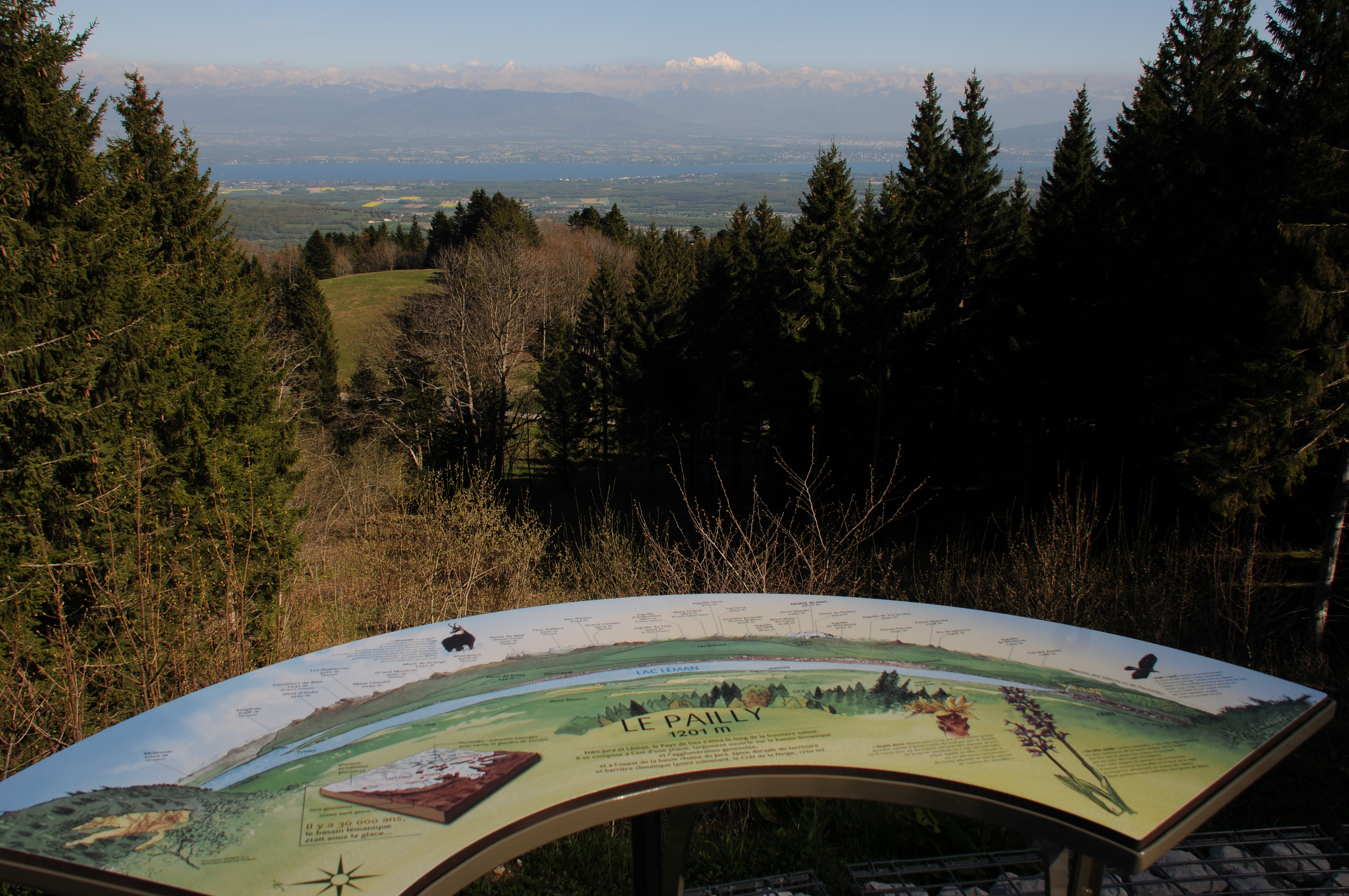
La table d'orientation du belvédère du Pailly.

Le site se trouve au lieu-dit « Le Pailly », du côté gauche de la route départementale 1005 (ancienne route nationale 5) en montant vers le col de la Faucille. La partie supérieure du site, très pentue, est boisée et se trouve incluse dans le périmètre de la réserve naturelle nationale de la Haute Chaîne du Jura. La partie médiane et inférieure, beaucoup moins pentue, était il y a cent ans en nature de prairie, dont aujourd'hui seule la partie centrale n'a pas été recolonisée par la forêt.
Sur l'accès supérieur du site, situé au niveau du grand tournant de la RD 1005, la communauté d'agglomération du Pays de Gex a aménagé un parking avec une table d'orientation. La qualité première du site est en effet d'offrir une vue remarquable sur le pays de Gex, le lac Léman et la chaîne des Alpes avec le mont Blanc.

## Protection
Le site du Pailly est inscrit depuis le 30 mars 1948 à l'inventaire des sites pittoresques de l'Ain. Son périmètre correspond aux parcelles anciennement cadastrées section C, lieu-dit « Le Pailly » anciennement numérotées 1 à 9 et 9 bis.
Le col de la Faucille, situé à environ 2 km en amont, figure quant à lui depuis le 24 janvier 1955 sur la liste des sites classés de l'Ain.

## Histoire
Au début du XIXe siècle, la partie la plus plane du site était occupée par des pâturages et une exploitation agricole. Avec le développement du tourisme, le bâtiment a été aménagé à la fin du siècle en hôtel-pension. Un second hôtel est construit peu après. Au XXe siècle, la vogue naissante des sports d'hiver et un enneigement alors abondant font du Pailly la première station de ski gessienne, qui sera équipée par la suite de deux téléskis. Au sortir de la Seconde Guerre mondiale, l'hôtel des Narcisses est transformé en colonie de vacances. Ce centre de vacances cesse son activité en 1986, quelques années après l'arrêt des téléskis. Le bâtiment est aujourd'hui détruit.